# NGC 2536
NGC 2536 é uma galáxia espiral barrada (SBc/P) localizada na direcção da constelação de Cancer. Possui uma declinação de +25° 10' 47" e uma ascensão recta de 8 horas, 11 minutos e 16,1 segundos.
A galáxia NGC 2536 foi descoberta em 22 de Janeiro de 1877 por Édouard Jean-Marie Stephan.